# Flourish (película)
Flourish es una película estadounidense de 2006 escrita, producida y dirigida por Kevin Palys y protagonizada por Jennifer Morrison, Jesse Spencer, Leighton Meester e Ian Brennan.

## Trama
La película cuenta la historia de Gabrielle Winters, una tutora y correctora institucionalizada con daño cerebral que relata detalladamente la desaparición de la niña de dieciséis años a la que cuidaba.

## Producción
Flourish fue filmada en Los Ángeles en mayo y junio de 2005.

## Estreno
La película tuvo su estreno mundial en el Festival de Cine Cinequest de 2006 y tuvo un estreno teatral limitado en San José (California) el 17 de enero de 2008.

## Medios domésticos
La película fue lanzada en DVD en todo el mundo el 14 de noviembre de 2006, y en la primavera de 2008, se relanzó en todo el mundo en DVD.